# Heidy Purga
Heidy Purga, född 18 mars 1975 i Tartu i Estniska SSR, är en estnisk journalist och politiker som är medlem av Reformpartiet. Sedan 17 april 2023 är hon Estlands kulturminister i Kaja Kallas tredje regering.

## Biografi

### Uppväxt och utbildning
Purga gick i gymnasiet i Elva i södra Estland och tillhörde samma avgångsklass, 1994, som flera andra estländska kulturprofiler. Som ung var hon aktiv i skolans teaterverksamhet och även framgångsrik skidskytt, med flera medaljer i de estländska ungdomsmästerskapen. 
Purga studerade verksamhetsstyrning vid Tallinns pedagogiska universitet mellan 1994 och 1996 och tog 2002 examen från mediefakulteten vid Concordia International University Estonia i Tallinn. 

### Mediekarriär
Purga startade sin mediekarriär på ungdomskanalen Raadio 2 i Eesti Raadio. Från 2004 till 2012 var hon redaktör på Raadio 2 och bland annat programledare och redaktör för programmen "Must mesi" och "Pleier".
I april 2005 kom hon på tredje plats av 53, efter Kirsti Timmer och Romi Erlach, i tidskriften Nädals omröstning om Estlands mest populära kvinnliga radiopratare under 2004. Hon fick åter samma tredjeplacering 2007, då efter Pille Miney och Kristi Timmer.

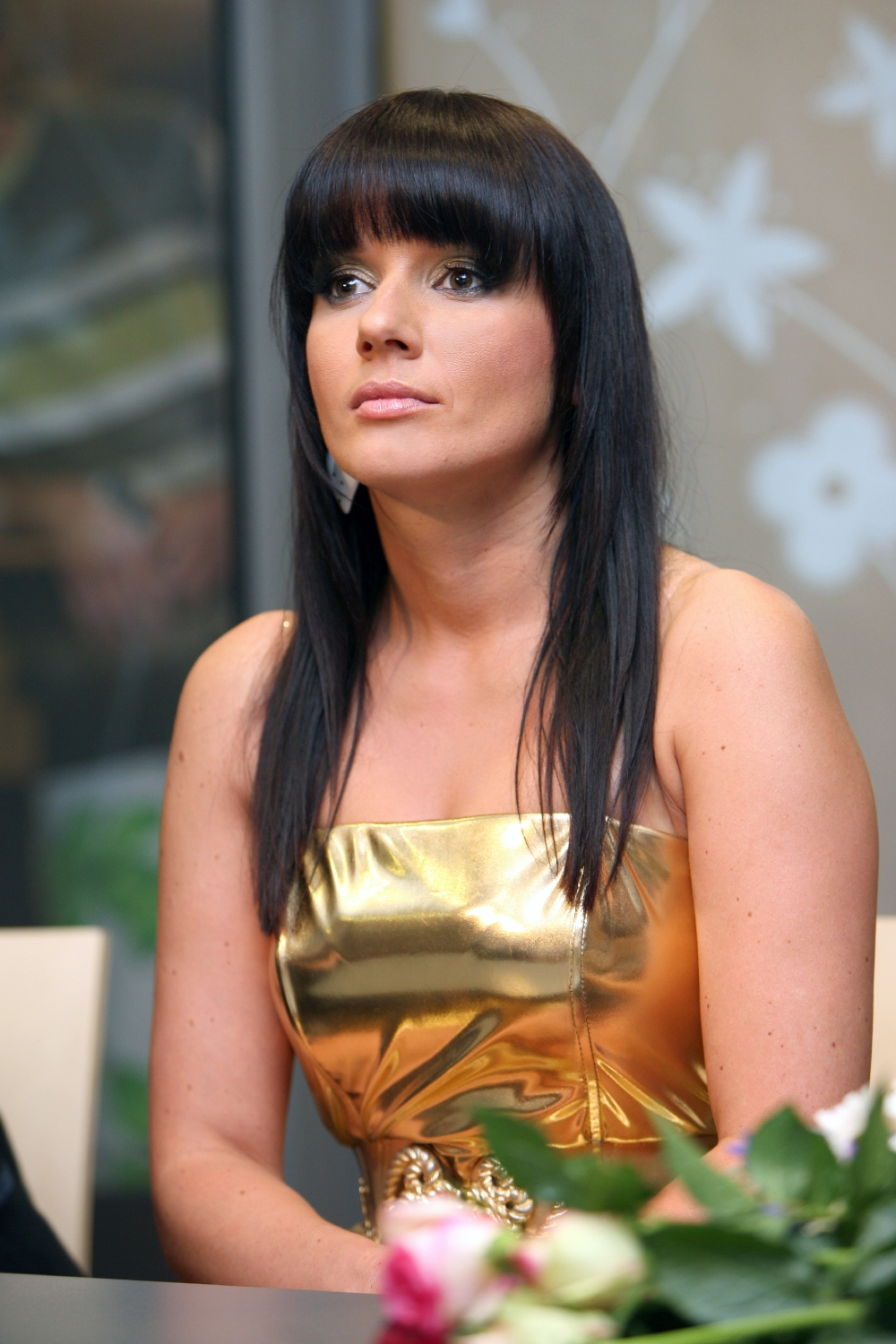
Heidy Purga som domare i Eesti otsib superstaari 2007.

På Eesti Televisioon har hon lett flera TV-program i TV1 och TV3, som "Club TV", "Mill", "Hype", "Filter", "ZTV" och "Starship". Åren 2007 till 2008 var hon domare i estländska "Eesti otsib superstaari", tillsammans med Mihkel Raua och Rein Rannap.
År 2008 blev Purga producent och ansvarig för Eurovision Song Contests nationella deltävling i Estland, då hon efterträdde Juhan Paadam. Hon ändrade då urvalsprocessen till ESC genom att lägga ned det gamla tävlingsformatet "Eurolaul", och startade istället "Eesti Laul". Från 2008 till 2015 var hon programmets producent.
Åren 2005 till 2014 var hon programledare för radioprogrammet "Black Honey" och var även värd för en serie klubbspelningar under samma namn.

### Politisk karriär
Purga gick med i det liberala Estniska reformpartiet i oktober 2014. Samma år blev hon också medlem av det nationella public service-bolaget Eesti Rahvusringhäälings styrelse.
År 2015 kandiderade hon till Riigikogu i det första valdistriktet (stadsdelsområdena Kristiine, Haabersti och Põhja-Tallinn i Tallinn), och valdes in. Under sin första mandatperiod blev hon medlem av kultur- och administrationsutskottet i Riigikogu. 
Hon kandiderade i valet 2023 för Reformpartiet i det andra valdistriktet (stadsdelsområdena Kesklinn, Lasnamäe och Pirita i Tallinn), och valdes åter in. Den 17 april samma år utsågs hon till kulturminister i Kaja Kallas regering.

## Familj och privatliv
Heidy Purga är långvarig sambo med dirigenten och kulturproducenten Jaanus Rohumaa. Deras gemensamma son, Villiam Rohumaa, föddes 2012.
Purga är ett fan av jazzsångerskan Marju Kuut och lyssnar även på funk.